# Крушево (Брестовац)
Крушево је насељено место у општини Брестовац, у западној Славонији, Република Хрватска.

## Историја
До нове територијалне организације налазило се у саставу бивше велике општине Славонска Пожега.

## Становништво
На попису становништва 2011. године, насеље није имало становника.
| Националност       | 1991.     |
| Срби               | 17 (100%) |
| Хрвати             | 0         |
| Југословени        | 0         |
| остали и непознато | 0         |
| Укупно             | 17        |